# 20th Century Blues
| Оценки критиков | Оценки критиков |
| Источник        | Оценка          |
| --------------- | --------------- |
| AllMusic        | [ 1 ]           |

20th Century Blues — концертный альбом британской певицы/актрисы Марианны Фейтфулл с пианистом Полом Трубладом.

## Список композиций
| №   | Название                                | Автор(ы)                                            | Длительность |
| --- | --------------------------------------- | --------------------------------------------------- | ------------ |
| 1.  | «Alabama Song»                          | Курт Вайль, Бертольт Брехт                          |              |
| 2.  | «Want to Buy Some Illusions»            | Фридрих Холлендер                                   |              |
| 3.  | «Pirate Jenny»                          | Вайль, Брехт, английский перевод Фрэнка Макгиннесса |              |
| 4.  | «Salomon Song»                          | Вайль, Брехт, английский перевод Макгиннесса        |              |
| 5.  | «Boulevard of Broken Dreams»            | Гарри Уоррен, Эл Дубин                              |              |
| 6.  | «Complainte de la Seine»                | Курт Вайль, Морис Магре                             |              |
| 7.  | «The Ballad of the Soldier's Wife»      | Вайль, Брехт                                        |              |
| 8.  | «Intro»                                 |                                                     |              |
| 9.  | «Mon Ami (My Friend)»                   | Курт Вайль, Пол Грин                                |              |
| 10. | «Falling in Love Again (Can't Help It)» | Фридрих Холлендер, Сэмми Лернер                     |              |
| 11. | «Mack the Knife»                        | Вайль, Брехт, английский перевод Макгиннесса        |              |
| 12. | «20th Century Blues»                    | Ноэль Кауард                                        |              |
| 13. | «Don't Forget Me»                       | Гарри Нилсон                                        |              |
| 14. | «Surabaya Johnny»                       | Вайль, Брехт, английский перевод Макйкла Фейгольда  |              |
| 15. | «Outro: Street Singer's Farewell»       | Вайль, Брехт, английский перевод Макгиннесса        |              |

## Участники записи
- Марианна Фейтфулл — вокал
- Полом Трубладом[англ.] — фортепиано
- Chuchow — акустический бас

Технический персонал
- Фред Дефай, Мириам Эддаира — инженер
- Мартин Бём — микширование
- Ник Найт — фотография